# Soprano soubrette

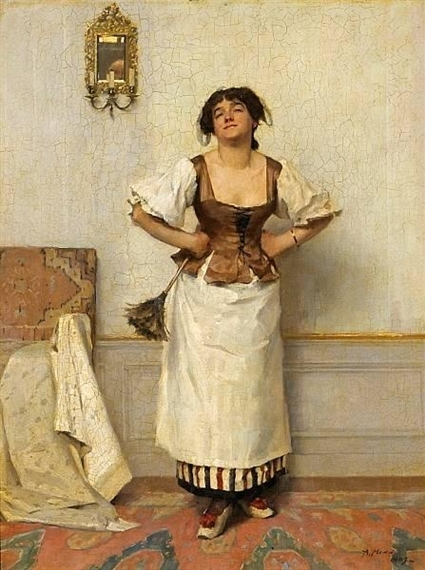
Representación de una Soubrette. Alexander Mann, 1883

La soprano soubrette o doubrette es un tipo de voz similar a la soprano ligera, con menor facilidad en el registro agudo. El término procede de las sopranos para las que se escribía la opereta francesa, en general grandes actrices. Muchas cantantes jóvenes comienzan como soubrette, pero a medida que crecen su voz experimenta cambios físicos y cambian de registro. Por lo tanto, es poco habitual que las sopranos sean soubrette durante toda su carrera. La tesitura de la soubrette suele ser un poco más grave que la soprano lírica y que la lírica spinto, con un rango vocal que se extiende aproximadamente desde un do4 central (C4) hasta un do6 alto (C6).

## Sopranos que han interpretado roles de soubrette
| - Barbara Bonney - Norma Burrowes - Ileana Cotrubas - Gaële Le Roi - Elizabeth Hillebrand - Joan Sutherland | - Lucia Popp - Elisabeth Schumann - Graziella Sciutti - Dawn Upshaw - Lisette Oropesa |

## Roles de soubrette en óperas y operetas
| - Adele, Die Fledermaus (Johann Strauss II) - Alison, The Wandering Scholar (Holst) - Amor, Orfeo ed Euridice (Gluck) - Ännchen, Der Freischütz (Carl Maria von Weber) - Ann Page, The Merry Wives of Windsor (Carl Otto Nicolai) - Auretta, L'Oca del Cairo (Mozart) - Barbarina, Las bodas de Fígaro (Mozart) - Bastienne, Bastien und Bastienne (Mozart) - Belinda, Dido y Aeneas (Purcell) - Blondchen, El rapto en el Serrallo (Mozart) - Cis, Albert Herring (Britten) - Clotilda, Norma (Bellini) - Despina, Così fan tutte (Mozart) - Echo, Ariadne auf Naxos (Richard Strauss) - Elisa, Il re pastore (Mozart) - Emmie, Albert Herring (Britten) - Giannetta, L'Elisir d'Amore (Donizetti) | - Hebe, H.M.S. Pinafore (Gilbert and Sullivan) - Lisa, The Grand Duke (Gilbert and Sullivan) - Lisette, La rondine (Puccini) - Marie, Der Waffenschmied (Albert Lortzing) - Marie, Zar und Zimmermann (Albert Lortzing) - Marzellina, Fidelio (Beethoven) - Nannetta, Falstaff (Verdi) - Norina, Don Pasquale (Donizetti) - Ninetta, La finta semplice (Mozart) - Papagena, La flauta mágica (Mozart) - Pitti-Sing, The Mikado (Gilbert and Sullivan) - Servilia, La clemenza di Tito (Mozart) - Serpetta, La finta giardiniera (Mozart) - Serpina, La serva padrona (Pergolesi) - Sophie, Der Rosenkavalier (Richard Strauss) - Susanna, Las bodas de Fígaro (Mozart) - Zerlina, Don Giovanni (Mozart) |